# Asszonylóri
Az asszonylóri (Lorius lory) a madarak (Aves) osztályának papagájalakúak (Psittaciformes) rendjébe, és a szakállaspapagáj-félék (Psittaculidae) családjába, azon belül a lóriformák (Loriinae) alcsaládjába tartozó faj. Korábban az alábbi nevekkel is illették: feketesapkás lóri, vöröstarkójú lóri vagy vöröstarkójú hölgylóri.

## Származása, elterjedése
Új-Guinea partvidékein, a Geelvink-öböl egyes szigetein és a Pápua-szigetcsoport nyugati szigetein él – lásd az alfajoknál.
Elterjedési területe Új-Guinea politikai megosztottsága miatt Indonézia és Pápua Új-Guinea között oszlik meg.

## Alfajai
- Lorius lory lory - a nyugati Pápua-szigeteken és a Vogelkop-félszigeten (Új-Guinea) él.
- Lorius lory erythrothorax - Új-Guinea szigetének déli partvidékén, a Vogelkop-félszigettől keletre honos.
- Lorius lory somu - Új-Guinea szigetének középső területein él.
- Lorius lory salvadorii - Új-Guinea szigetének északnyugati részén honos.
- Lorius lory viridicrissalis - Új-Guinea nyugati részének északnyugati partvidékén él.
- Lorius lory jobiensis - a Geelvink-öbölben fekvő Japen és Mios Num szigeteken honos.
- Lorius lory cyanuchen - Biak-szigetén él.

## Megjelenése, felépítése
Testhossza 30–31 centiméter, szárnyfesztávolsága 55 centiméter, tömege 150–200 gramm. Tollazatának uralkodó színe a skarlátvörös: ilyen a tarkója, a nyaka és farka töve. A szárnya zöld, a fejtető, a has és a farka vége fekete, miként a szárnyvégek is. A begyén húzódó sáv, a has közepe, valamint a farok alsó felülete kék. Farka rövid és lekerekített. Írisze barna, a csőre narancsszínű.

## Életmódja, élőhelye
Főleg az érintetlen esőerdőkben fordul elő a fák koronájában. Lábát táplálkozás közben kéz helyett használja. Magányos vagy páros. Táplálkozáskor gyakran csoportokba verődnek. Tápláléka virágokból, gyümölcsökből, rovarokból, nektárból, virágporból és magvakból áll. Kéz helyett lábait és csőrét használja amikor táplálkozik. A lóripapagáj a gyümölcsök levét, valamint a virágok nektárját ecsethez hasonló, rojtos nyelvével veszi fel. Élettartama a szabad természetben nem ismert, de fogságban elél 8–10 évet is.

## Szaporodása
Szaporodását csak fogságban figyelték meg. Ivarérettségét 2–3 évesen éri el. Április és szeptember között költ évente 1–2 alkalommal. Egy fészekalja két tojás. A költés körülbelül 24 napig tart.

## Tartása
Helyigényes, ezért célszerű röpdében tartani. Télen fűtött helyiségben tartandó. Tápláléka a többi lóriéhoz hasonló, de egyes példányok elfogadják az olajos magvakat is. Többnyire magas hangon rikácsol, de mélyebb hangokat is ki tud adni. Gyorsan szelídül; beszédre is tanítható. A felkínált partnert ritkán utasítja el.

## Képek

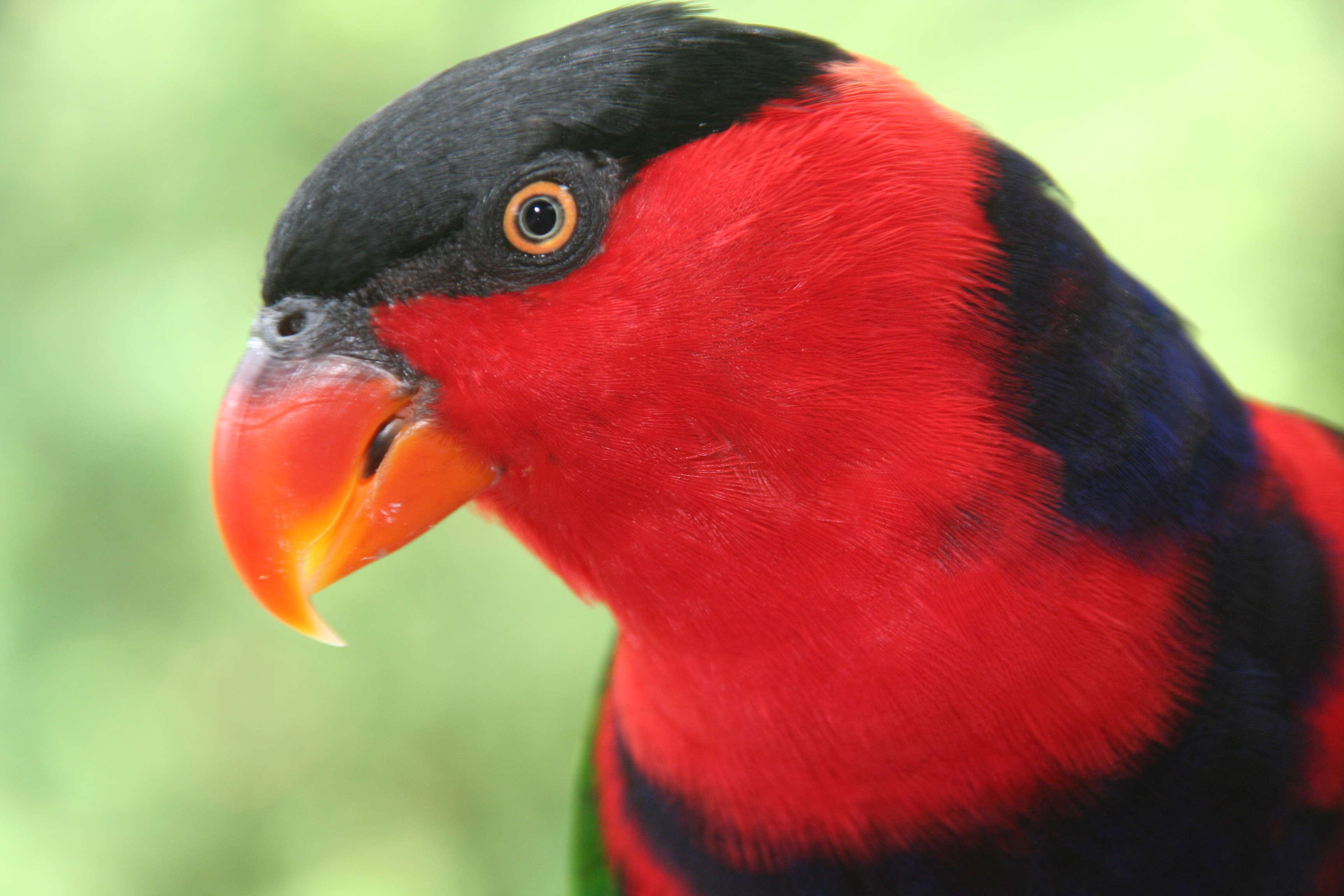
Portré
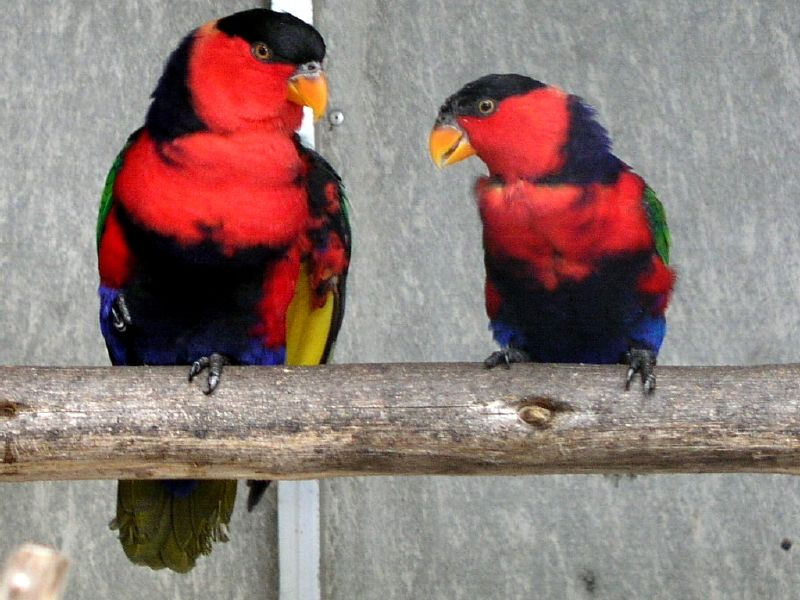
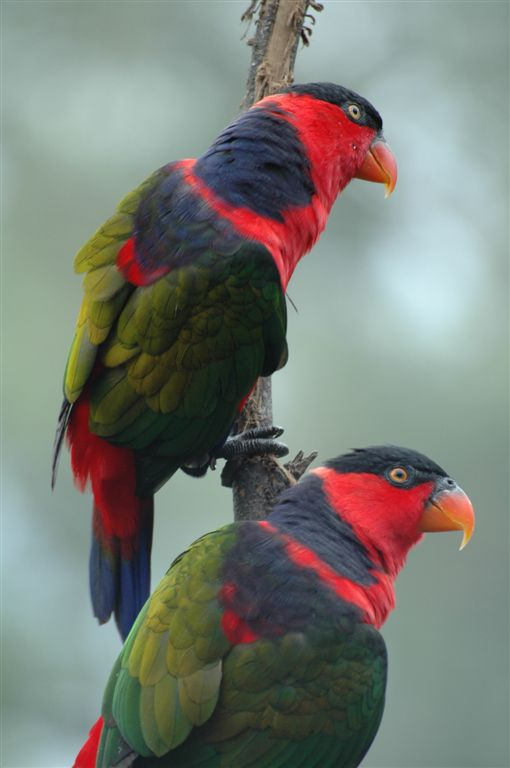